# Coscojuela de Fantova
Coscojuela de Fantova es una localidad perteneciente al municipio de El Grado, en la provincia de Huesca, comunidad autónoma de Aragón, España. En 2018 contaba con 27 habitantes.

## Historia
El origen de la localidad está enlazada con la de Monte Cilas, municipio romano que estuvo poblado entre los siglos II y v.

## Demografía
| Gráfica de evolución demográfica de Coscojuela de Fantova entre 1842 y 1970 |
| |
| Población de derecho según los censos de población del INE Población de hecho según los censos de población del INEEntre el censo de 1981 y el anterior, este municipio desaparece porque se integra en el municipio El Grado |

## Monumentos
- Iglesia parroquial dedicada a San Miguel Arcángel, construcción del siglo XVI.
- Ermita del Socorro, junto a unas lápidas romanas fechadas de los siglos I o II a. C..[6]